# Петар Милосављевић
Петар Милосављевић (Доње Сварче, Топлица, Краљевина Југославија, 6. септембар 1937) српски је филолог, педагог, филозоф и књижевник. Иницијатор је Покрета за обнову србистике и коаутор Слова о српском језику (1998).

## Биографија
Гимназију је учио у Прокупљу и Новом Саду. Студирао је филозофију у Београду (1957—58).
Дипломирао је на Катедри за југословенску књижевност на Филозофском факултету у Новом Саду (1964). Боравио је 1969. на студијама у Паризу као стипендиста француске владе. Докторирао је на Филозофском факултету у Новом Саду са тезом Поетика Момчила Настасијевића (1974).
Радио је као новинар у новосадском Дневнику (1958—59) и Сремским новинама (1960—62). Био је један од уредника књижевног часописа Поља (од 1958. до 1964, с прекидима) и главни и одговорни уредник Поља (1965—1968). Био је један од уредника Летописа Матице српске (1969—1979). Од 1998. је главни и одговорни уредник часописа Србистика који је почео да излази у Приштини.
На Филозофском факултету у Новом Саду радио је од 1971. као асистент, затим као доцент (1975), ванредни професор (1983) и редовни професор (1988). Био је директор Института за југословенске књижевности и Шеф Катедре за југословенске књижевности и општу књижевност (1976—1979). На свом Факултету предавао је Методологију проучавања књижевности од 1973. Предавао је и Теорију књижевности (1986—1990). Одржао је и више курсева студентима постдипломских студија. Од 2003. је у пензији.
Држао је курсеве из методологије проучавања књижевности на постдипломским студијама на Филолошком факултету у Приштини, на Филозофском факултету у Никшићу и на Филозофском факултету у Бањој Луци. На Филозофском факултету Универзитета у Српском Сарајеву (Пале) држао је наставу из предмета Историја српске културе и Теорија књижевности. Од године 2002. држи и наставу на постдипломским студијама на истом факултету.

## Дело
Књиге Петра Милосављевића посвећене науци о књижевности: Традиција и авангардизам (1968), Поетика Момчила Настасијевића (1978), Методологија проучавања књижевности (1985), Триптих о Лази Костићу (1990), Теоријска мисао о књижевности (1991), Теорија белетристике (1993) и Теорија књижевности (1997, 2006, 2009).
Милосављевић је иницијатор Покрета за обнову србистике и један је од значајнијих књижевних теоретичара. Објавио је више књига посвећених повратку српској филолошкој традицији прекинутој у периоду сербокроатистике: Систем српске књижевности (1996, 2001), Срби и њихов језик (1997, 2001), Српски филолошки програм (2000), Увод у србистику (2002, 2003), Српска писма (2006, 2009), Идеје југословенства и српска мисао (2007), Српско питање и србистика (2007). БИГЗ и СКЗ почеле су 2004. да издају Антологију српске поезије у осам књига Петра Милосављевића. Поводом Новосадског скупа 2007. у организацији Покрета за обнову србистике, који је анулирао Новосадски договор из 1954. објављена је књига разговора са Петром Милосављевићем (Бојан Радић: О Новосадском скупу „Српско питање и србистика“ - Разговори са Петром Милосављевићем, 2008).
Објавио је и две књиге филозофске природе: Логос и парадигма (2000) и Обнова логоцентризма (2009).
Милосављевић се бавио и књижевним стваралаштвом, објавио је збирку песама Блокада (1967, 2009), роман Нови Сад на ватри (1989) и Драме (1991).

### Избор из библиографије
- Милосављевић, Петар (1997). Срби и њихов језик: Хрестоматија (1. изд.). Приштина: Народна и универзитетска библиотека.
- Милосављевић, Петар (2002). Срби и њихов језик: Хрестоматија (2. изд.). Београд: Требник.
- Милосављевић, Петар (2019). О обнављању србистике. Београд: Институт за политичке студије: Матица српска у Дубровнику; Грачаница: Логос, 331 стр.  978-86-7419-311-2.